# Макарий Главиницки
Макарий Главиницки е български православен духовник, главиницки епископ на Българската православна църква.

## Биография
Роден е на 30 август 1981 година в град София, България, със светското име Мирослав Чакъров. През 1999 година завършва с отличен успех Пловдивската духовна семинария при ректорството на епископ Евлогий Адрианополски. По решение на Светия Синод на Българската православна църква продължава обучението си в Богословския факултет на Букурещкия университет, откъдето през 2004 година придобива бакалавърска степен. През 2006 година е приет в магистърската програма на Богословския факултет на Солунския университет. През 2010 година защитава успешно магистърска дисертация в катедрата по История на съвременните балкански православни църкви под ръководството на декана професор Михаил Тритос.
От март на 2007 година е зачислен като послушник към братството на Рилската обител. На 20 декември същата година в съборния храм на Рилския манастир „Рождество Богородично“ е постриган в монашески чин от митрополит Натанаил Неврокопски. На 23 март 2008 година, във Втората неделя от Великия пост, е ръкоположен за йеродякон от епископ Евлогий. На 16 април 2011 година, Лазарова събота, приема и свещенически сан. На 26 март 2017 година в Четвъртата Великопостна неделя, посветена на преподобни Йоан Лествичник, по решение на Светия синод на БПЦ е възведен в архимандритско достойнство от митрополит Серафим Неврокопски в Рилската обител.
На 13 април 2022 година Светият синод на БПЦ взима решение за ръкополагане в епископски сан на архимандрит Макарий с титлата „Главиницки”.
На 26 юни 2022 година в Неделята на всички български светии в Троянската обител е извършена епископската хиротония на архимандрит Макарий.